# Concerto pour basson, orchestre à cordes, harpe et piano de Jolivet
Pour les articles homonymes, voir Concerto pour basson.
Le Concerto pour basson, orchestre à cordes, harpe et piano est une œuvre du compositeur français André Jolivet écrit en 1953-1954. Il a été créé le 30 novembre 1954 par Maurice Allard et l'Orchestre Radio-Symphonique de Paris.
Il dure environ 13 minutes et est considéré comme l'un des concertos les plus difficiles du répertoire du basson.

## Analyse
Le concerto est en deux mouvements, chacun comportant une section lente et une section rapide.
Faisant écho à la Sonata da chiesa baroque lente-rapide-lente-rapide, il montre également une influence de la néo-classicisme et du jazz.
Le Recitativo d'ouverture met en valeur la grande tessiture du basson dans une tirade peu accompagnée par le soliste, commençant par des déclarations calmes, tendues et anguleuses dans l'aigu, mais devenant de plus en plus agitées, frénétiques et déclamatoires, courant souvent de haut en bas de l'instrument avec vigueur. Les pauses fréquentes dans le monologue du basson et la ponctuation sèche et dure ajoutent à l'effet de recitativo, et la déclaration finale et la plus véhémente se transforme en un trille prolongé et une résolution désinvolte en fa majeur dans la deuxième moitié du mouvement, Allegro gioviale, qui présente des rythmes syncopés. L'orchestre joue un thème chromatique de type jazz et se construit sombrement vers l'entrée du basson, qui joue à son tour un thème acrobatique et ironiquement blagueur, rejetant le premier entendu dans l'orchestre. Ce caractère maniaque et facétieux persiste tout au long du mouvement ; le basson finit par reprendre le thème d'exposition avant de « briser son caractère » et de le déformer grandement par des interjections saccadées et angoissantes (préfigurant le mouvement suivant), puis d'exécuter une série de gammes ascendantes, inversant thématiquement les gammes descendantes des cordes de l'exposition, et monte jusqu'à un fa aigu avant que le mouvement ne s'achève.
Le Largo cantabile a été décrit comme obsédant, lyrique et coloré, avec quelques belles contributions du violon solo et de la harpe. L'ambiance est humide, déprimée et désolée, avec les lignes vocales de l'octave supérieure du basson créant un effet de voix tendue de pleurs ou de gémissements. L'orchestre s'éteint, et le basson, seul, avance sinistrement dans la dernière section.
Le Fugato, section finale, dément son titre relativement austère et comprend quelques effets « enchanteurs »,. L'humeur plaintive de la section précédente du mouvement se concentre et devient sinistre, et un jeu ténébreux entre le soliste et l'orchestre s'ensuit, prenant les caractéristiques d'une danse macabre. La structure fugato est exploitée pour créer un dialogue entre le soliste et l'orchestre, en particulier entre le basson et le violon solo ; les sentiments de la ligne solo et de l'orchestre sont beaucoup plus en accord ici que dans l'Allegro Gioviale. Le mouvement gagne en vitesse et en puissance vers le final, mais à la fin, il se déplace avec force et de manière inattendue vers ré majeur, le basson hurlant un ré aigu final à la fin.
Bien qu'il s'agisse d'un concerto assez court, cette pièce exige une technique et un contrôle de haut niveau, ainsi qu'une grande variété et profondeur de caractère. C'est l'un des concertos les plus difficiles du répertoire du basson, et il a été qualifié de  « délice pour les virtuoses ».
Il existe une version pour basson et piano éditée par les Éditions Heugel en 1963.
Le clarinettiste Vincent Penot a réalisé une transcription pour clarinette basse et piano, et a créé la première mondiale avec l'orchestre Pasdeloup le 27 mars 2022 sous la direction de Nicolas Simon à La Seine Musicale.

## Mouvements
I A. Recitativo
I B. Allegro gioviale
II A. Largo cantabile
II B. Fugato

## Discographie sélective
- Maurice Allard (basson), Orchestre Jean-François Paillard, Chef d'orchestre : André Jolivet, enregistré en 1969, (Warner - Erato 2564 61320-2, 2004).
- Valeri Popov (en) (basson), Orchestre symphonique de Moscou (en), chef d'orchestre : Guennadi Rojdestvenski, enregistré en 1976, (Melodiya - 1002215, 2014).
- Dag Jensen (basson), Orchestre symphonique de la WDR de Cologne, chef d'orchestre : Werner Andreas Albert (en), (Capriccio 10-579, 1997).
- Sergio Azzolini (basson), Kammerakademie Potsdam, chef d'orchestre : Maurice Bourgue, (Capriccio - 67-139, 2005).
- Robert Rønnes (basson), Orchestre symphonique de Stavanger, chef d'orchestre : Jonathan Stockhammer, (2006).
- Rie Koyama (basson), Südwestdeutsches Kammerorchester Pforzheim, Chef d'orchestre : Sebastian Tewinkel, (Genuin Musikproduction - 13288, 2013).
- Rodion Tolmachev (basson), Orchestre du théâtre Mariinsky (en), Chef d'orchestre : Ivan Stolbov (ru), enregistré en 2013, (Melodiya - 1002413, 2015).